# Harry Wayne Casey
Harry Wayne Casey noto con il nome d'arte di K.C. (Opa-locka, 31 gennaio 1951) è un musicista, cantante e produttore discografico statunitense.

## Biografia
È conosciuto soprattutto come fondatore del gruppo musicale KC and the Sunshine Band, come produttore di numerosi successi di altri artisti e come pioniere del genere disco music degli anni '70. 
Nel 1982 è rimasto coinvolto in un grave incidente automobilistico, rischiando di rimanere paralizzato a vita. Ha ripreso a camminare dopo una lunghissima riabilitazione.